# Talesch

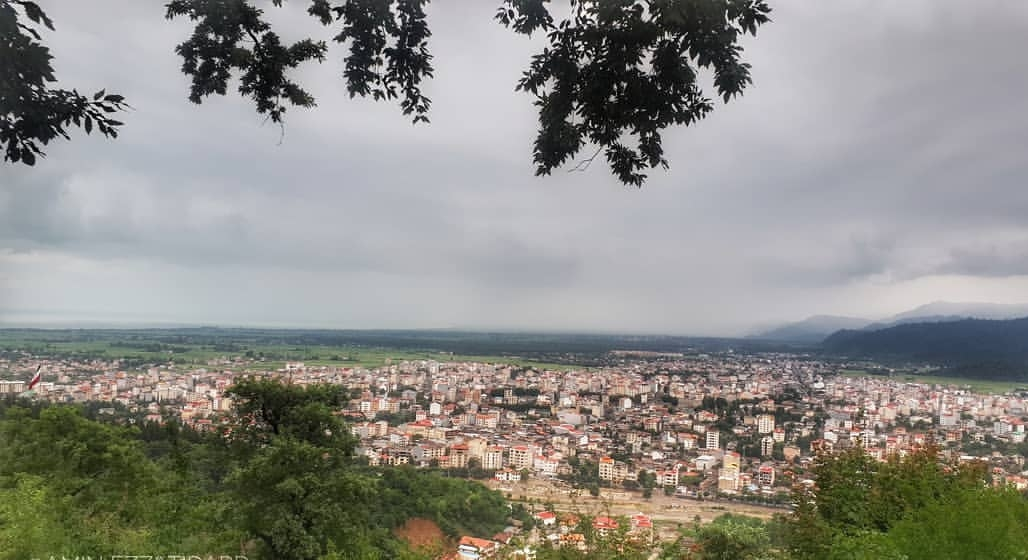
Talesch (2018)

Talesch, Talysch oder Talisch (persisch تالش; vormals Hashtpar) ist mit seinen knapp 40.000 Einwohnern (2004) eine der größten Städte im nördlichen Teil der iranischen Provinz Gilân.
Die Bevölkerung setzt sich, unter anderem durch die starke Immigration aus den armen östlich gelegenen Gebirgsregionen Aserbaidschans, aus mehreren Sprach- und Volksgruppen zusammen. Die ursprüngliche Sprache, das sogenannte Taleschi, beherrscht heute nur noch eine Minderheit. Die zumeist verwendete Sprache ist heute Azeri, ein türkischer und im Norden des Iran verbreiteter Dialekt aus Aserbaidschan.
Auch die rapide Stadtentwicklung hat Talesch zu großen Teilen der starken Immigration zu verdanken. Dass die Stadt erst 65 Jahre alt ist, lässt ihre heutige Bedeutung und Erscheinung kaum vermuten. Viel älter hingegen sind archäologische Funde, die auf eine bis zu 6000 Jahre alte Geschichte deuten. Die Ausgrabungsstätten liegen in den Taleschi-Bergen, welche ebenfalls der Region Talesch zugerechnet werden, in welcher auch die Stadt Talesch liegt.

## Persönlichkeiten
- Bardiya Daneschwar (* 2006), Schachspieler